# 스코필드 관주성경

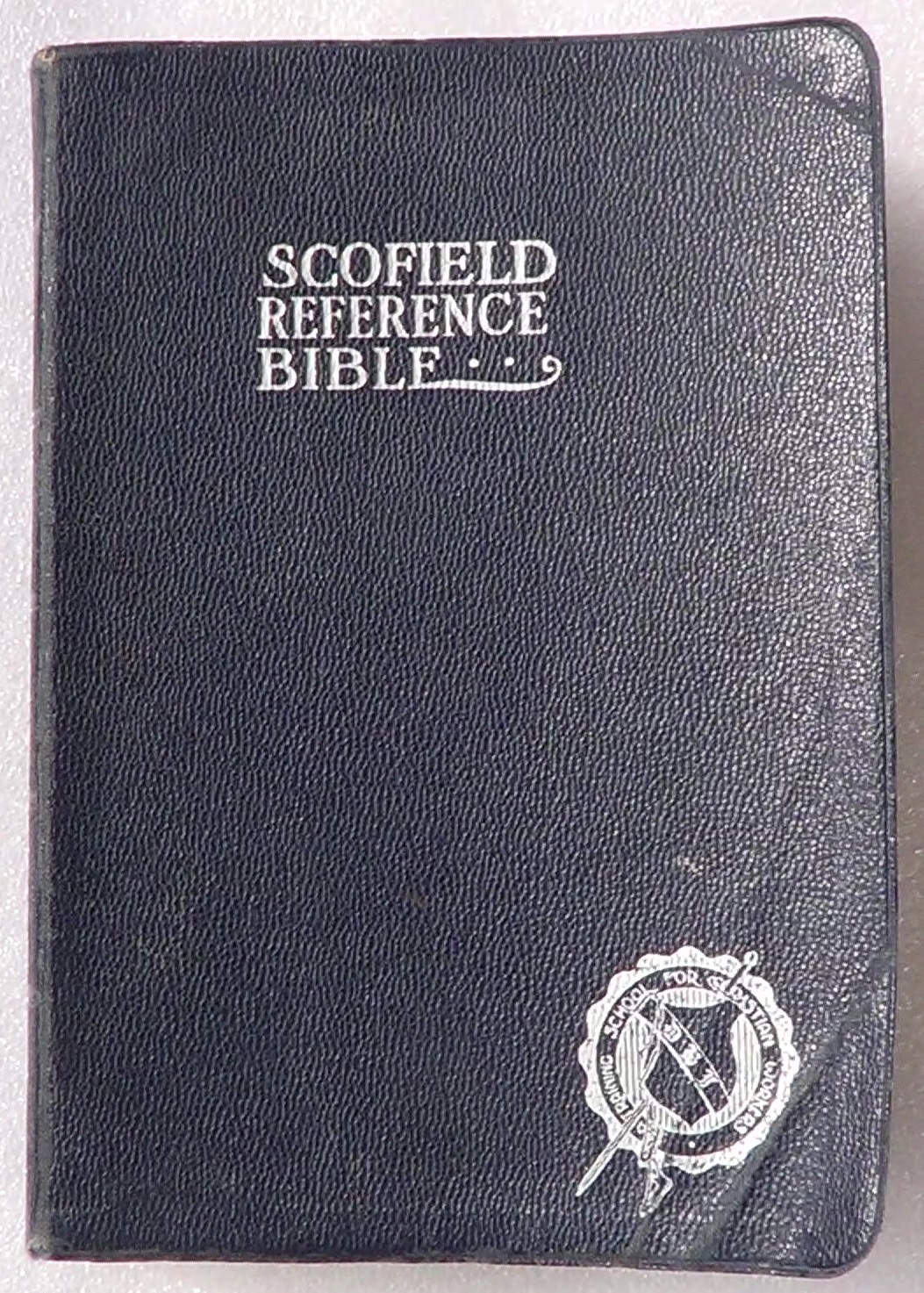
1917년 판 스코필드 성경의 표지

스코필드 관주성경(Scofield Reference Bible)은 미국 성경학자 C. I. 스코필드(Cyrus I. Scofield)가 편집하고 관주를 달아 널리 보급 된 성경책으로써 20세기초에 세대주의를 대중화켰다. 옥스퍼드 대학교 출판부에 의해 출판되고 전통적인 개신교 킹 제임스 성경 역본의 전체 본문을 포함하고 있는 이 책은 1909년에 처음 등장했으며 1917년에 저자에 의해 개정되었다.

## 스코필드 관주성경과 한국교회
신학자 김영한에 따르면 한국 보수교회가 영향받은 신학 사상 가운데 하나가 바로 스코필드 관주성경(Scofield Reference Bible)을 통해서 들어 온 세대주의적 근본주의(dispensational fundamentalism)라고 한다. 세대주의적 근본주의는 19세기 말 자유주의 신학에 대한 반동으로 일어난 기독교 교리 수호운동의 일환으로 일어난 근본주의 운동에서 기인하였다. 비록 시작은 올바른 기독교의 정체성을 방어하는 것이었지만 성경해석에서 지나친 문자주의적 해석과 구원의 방법을 세대적으로 구별하는 주장을 함으로써 문제가 되었다.